# Центральный автовокзал Тель-Авива
Центральный автовокзал Тель-Авива, Центральная автостанция Тель-Авива или Центральная автобусная станция Тель-Авива (ивр. התחנה המרכזית החדשה‎, «ха-тахана ха-мерказит ха-хадаша» или «Тахана Мерказит», «Новая центральная автобусная станция»), также здание называется «Тель-Авивским торговым центром» (ивр. קניון תל אביב‎) — главный автовокзал в Тель-Авиве и один из крупнейших в мире. Расположен неподалёку от железнодорожной станции ха-Хагана.
Вокзал обслуживают линии всех крупных перевозчиков страны и региона. С 2015 года его владельцем является компания «Ницба».
История вокзала начинается в 1950-е годы. В то время выдвигались различные идеи для решения транспортных проблем города. Они включали в себя как расширение старого автовокзала, находившегося неподалёку от нынешнего, так и его перенос на новое место. В 1963 году предприниматель Арье Пильц, владевший большим участком на юге города, предложил построить на нём новый автовокзал. Он предложил взять на себя его постройку, при условии, что он будет его владельцем. После получения одобрения, Пильц также добился разрешения совместить вокзал с большой коммерческой зоной. Он нанял известного архитектора Рама Карми и задался целью построить крупнейший и самый современный автовокзал в мире, центральную часть в котором занимал бы торговый центр. Для финансирования строительства Пильц начал продажу магазинов в будущем здании. Проданных магазинов было так много, что вокзал пришлось расширять.
Строительство вокзала началось в 1967 году, но через 6 лет прекратилось из-за нехватки средств, стройматериалов и работников. Строившая его фирма обанкротилась, и на много лет остался стоять незаконченный скелет автовокзала. В 1983 году недостроенный вокзал приобрёл Мордехай Йона, владелец строительной компании «Хефциба». Он возобновил строительство, и в 1993 году вокзал торжественно открылся. Вскоре после открытия вокзал начал терять популярность, а в районе вокруг него остались жить, в основном, иностранные рабочие. В начале 2000-х годов из-за сильного загрязнения воздуха два нижних этажа закрылись, а остановки перенесли с них на надстроенный 7 этаж.
В 2010-х годах владелец вокзала разорился, и в 2015 году он перешёл в собственность «Ницбы».
Согласно принятому в 2013 году генеральному плану города, автовокзал предстояло перенести в несколько терминалов. Тем не менее, его закрытие продолжает откладываться.

## Описание и нынешнее состояние

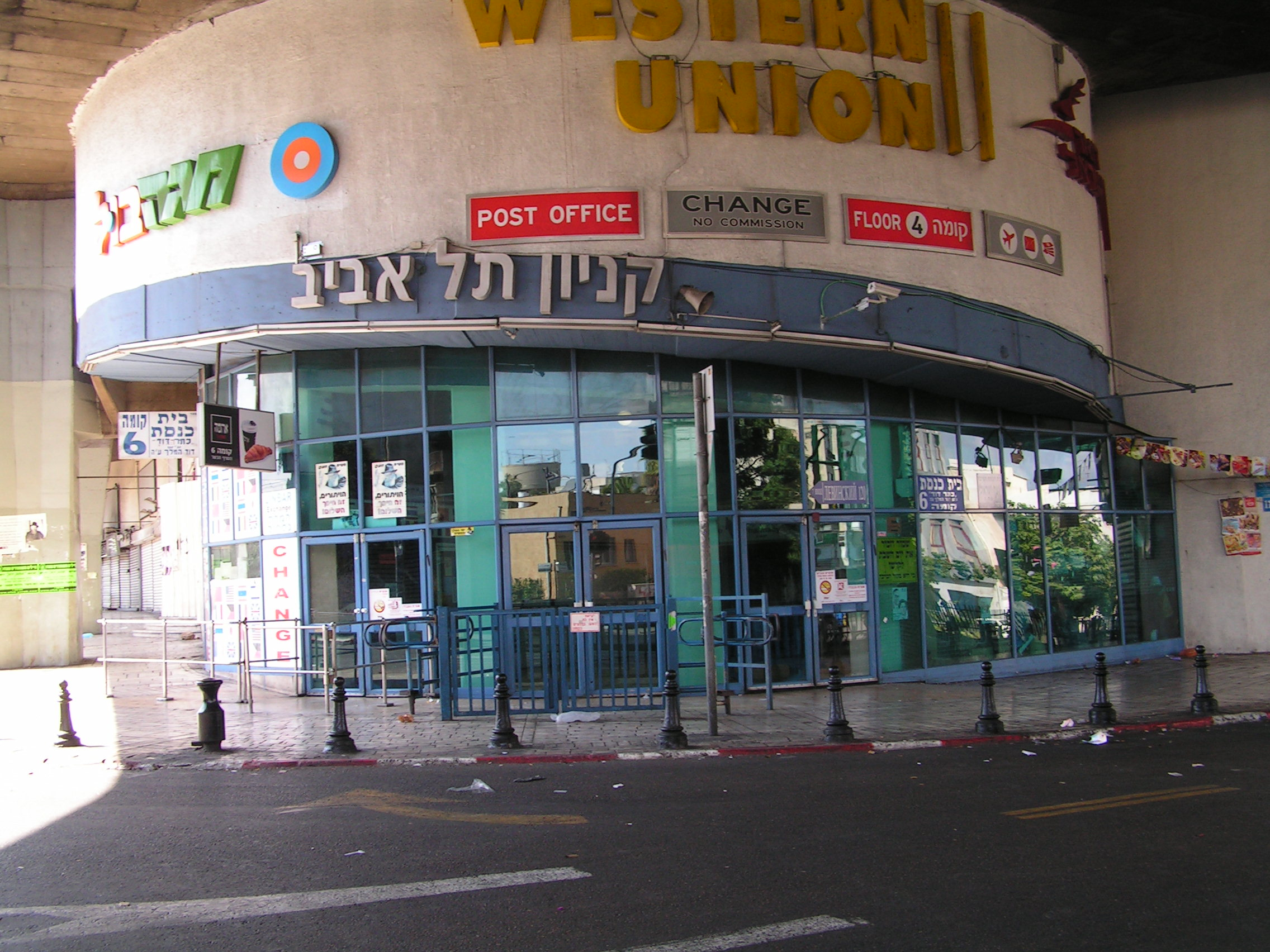
Центральный вход на вокзал

Автовокзал расположен на юге Тель-Авива, между улицами Левински, Давид ха-Мелех и Цемах Давид. Он стоит на участке площадью 42 дунама (4,2 га). С архитектурной точки зрения здание представляет собой образец брутализма, оно было задумано как мегаструктура, что характерно для многих проектов того времени.
Вокзал имеет Г-образную форму. Одна его сторона расположена вдоль улицы Левински, смотрит на север и имеет длину 220 м и ширину 95 м. Вторая сторона выходит на улицу Цемах Давид, смотрит на восток и имеет длину 140 м и ширину около 60 м. Его площадь составляет 230 тыс. м² (или 250 тыс. м²), он имеет 8 этажей, этажи с 0 по 4 большей частью расположены под землёй. 6 этаж вокзала соединён эстакадами с автострадой. В здании действует 29 эскалаторов и 13 (12) лифтов. Периметр вокзала (на уровне 4 этажа) составляет 1 км, у него есть 17 входов для пешеходов.
На автовокзал приходят линии компаний «Эгед», «Дан», «Метрополин», «Веолия», «Супербус», «Афиким», «Натив-Экспресс» и «Кавим». Часть автобусов останавливается на окружающих улицах. Кроме автобусов, у вокзала останавливаются маршрутные такси. В самое оживлённое время на вокзал прибывают 200 автобусов в час. Ежедневно через него проходят 80 тыс. человек и 5000 автобусов.
На вокзале работают более 1000 магазинов, кафе и ресторанов (по другим данным — около 650 на 2013 год). Управлением вокзалом заняты около 40 человек, техобслуживанием — 21 рабочий. Также там работают 120 охранников. На 2023 год автовокзал является третьим по размеру в мире, после центральных автовокзалов Мехико и Дели.
На вокзале действует детский сад для иностранных рабочих и венерологическая клиника. Планировка вокзала намеренно сложная — по замыслу архитектора, это должно было заставить посетителей вокзала проводить больше времени в магазинах.
Вокзал принадлежит холдинговой компании Ницба (также владеющей автовокзалами в Иерусалиме, Ришон-ле-Ционе и других городах), а магазины — примерно 600 владельцам, организованным в «Объединение владельцев магазинов центрального автовокзала» (многие из них приобрели магазины, но так и не смогли вступить во владение ими, так как их строительство не было завершено).
В 2022 году министерство по защите окружающей среды объявило вокзал зоной повышенного загрязнения воздуха, так как показатели концентрации мелких частиц (PM2.5 и PM10), оксидов азота и конкретно NO2 превышали допустимые нормы.
На подземных этажах вокзала обитает стая редких летучих мышей, за которыми следит Управление парков Израиля. Там же находится атомное бомбоубежище, рассчитанное на 18 (16) тысяч человек.

## История
Во время британского мандата, в 1941 году на юге Тель-Авива, на границе района Неве-Шаанан и вплотную к железнодорожному вокзалу была построена старая центральная автобусная станция Тель-Авива по проекту архитекторов Вернера Витковера и Нахума Зелкинда.

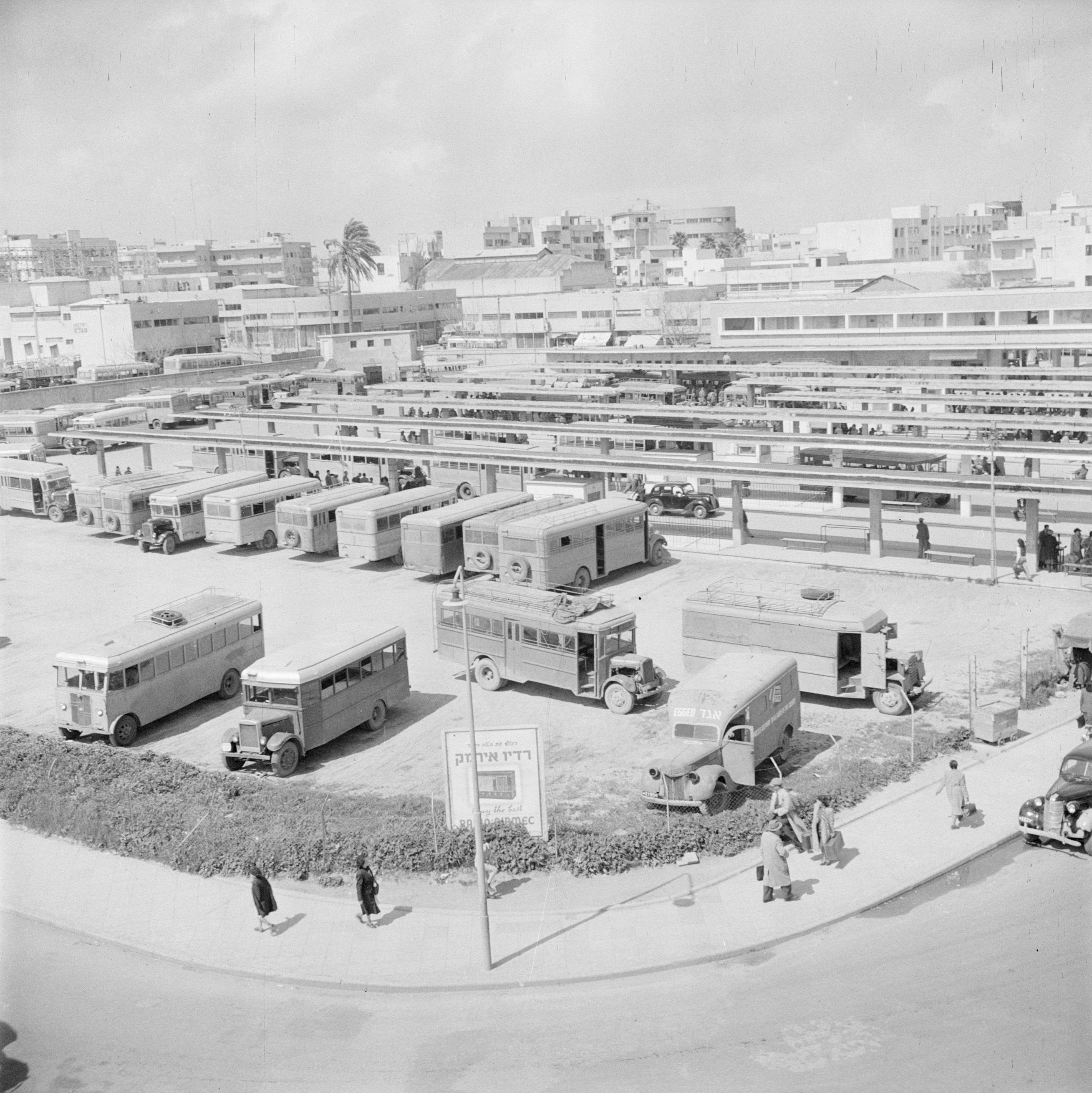
Старая центральная автобусная станция Тель-Авива, 1948

В середине 1950-х годов, когда город вырос, а его население составляло 400 тыс., старая станция уже не удовлетворяла его потребностям. На ней едва хватало места для пассажиров и автобусов, а магазинчики и мелкие торговцы вокруг затрудняли передвижение. Для решения проблемы выдвигались как предложения расширить или надстроить старую станцию, так и построить новую в другом месте. В 1960 году мэр Тель-Авива Мордехай Намир учредил комиссию (т. н. «комиссию Пери») для определения нового места для станции. Она рекомендовала построить две станции — одну на юге, недалеко от существующей станции, а другую на севере города, около вокзала на улице Арлозорова. Многие эксперты критиковали предложенную модель и утверждали, что постройка новой станции вместо расширения старой является пустой тратой денег. Другие эксперты подвергали сомнению саму необходимость наличия в городе центральной автобусной станции.
В результате, в тот же год Намир поручил транспортно-инженерной фирме «Колин и Зехави» (ивр. קולין את זהבי‎) подготовить проект расширения старой станции. По их плану, поданному в ноябре 1960 года, новая станция была бы двухэтажной — на верхнем этаже должны были располагаться пассажирские перроны, а на нижнем — стоянки автобусов. Проект не предусматривал торговую зону. Город отверг проект, так как посчитал его слишком скромным для масштабов Тель-Авива.
В 1963 году город стал рассматривать варианты совмещения транспорта и коммерческой активности, по подобию современных станций в развитых странах. В то же время специалисты министерства транспорта предупреждали, что новая станция сама по себе не сможет решить проблему дорожных пробок в городе, и предложили проложить дорогу по руслу пересыхающей реки Аялон, чтобы соединить станцию с дорожной сетью страны.
В 1960-е годы предприниматель и владелец одной из крупнейших на тот момент строительных компаний Израиля Арье Пильц стал скупать участки в Неве-Шаанан, собираясь строить там жилые дома, всего 10 акров. Когда муниципалитет начал поиски участка, где можно было бы временно разместить станцию на время перестройки старой, Пильц предложил использовать для этого свою землю в Неве-Шаанан, у улицы Левински. Кроме того, он предложил создать для этого совместную компанию с транспортными кооперативами «Эгед» и «Дан». В 1963 году эти три компании образовали компанию «Кикар Левински» (ивр. כיכר לוינסקי‎).
Теперь муниципалитет обратился за проектом станции к Витковеру, который проектировал старую станцию. В 1964 году Витковер и несколько ведущих тель-авивских архитекторов подали свой проект трёхэтажного вокзала, совмещающего в себе транспортные (59,4 тыс. м²) и торговые зоны (2 тыс. м², около 5 % площади). В то же время Пильц предложил муниципалитету построить новый вокзал на его участке, что позволило бы сэкономить на его двойном переносе. Кроме того, он предложил возвести его на свои деньги, после чего он остался бы владельцем здания вокзала и расположенного в нём торгового центра. Пильц также считал, что возведение вокзала поможет оживить находившийся в упадке район. Власти приняли его предложение, так как оно решало их финансовые проблемы.
Некоторые жители критиковали решение властей, утверждая, что оно является приватизацией проекта национального значения, который отдали на откуп частным лицам, заинтересованным лишь в извлечении прибыли. По утверждению архитектора Эльада Хорна, Пильц получил все нужные разрешения благодаря близкому знакомству с Йеошуа Рабиновичем, который был в то время главой городских финансовой и градостроительной комиссий.

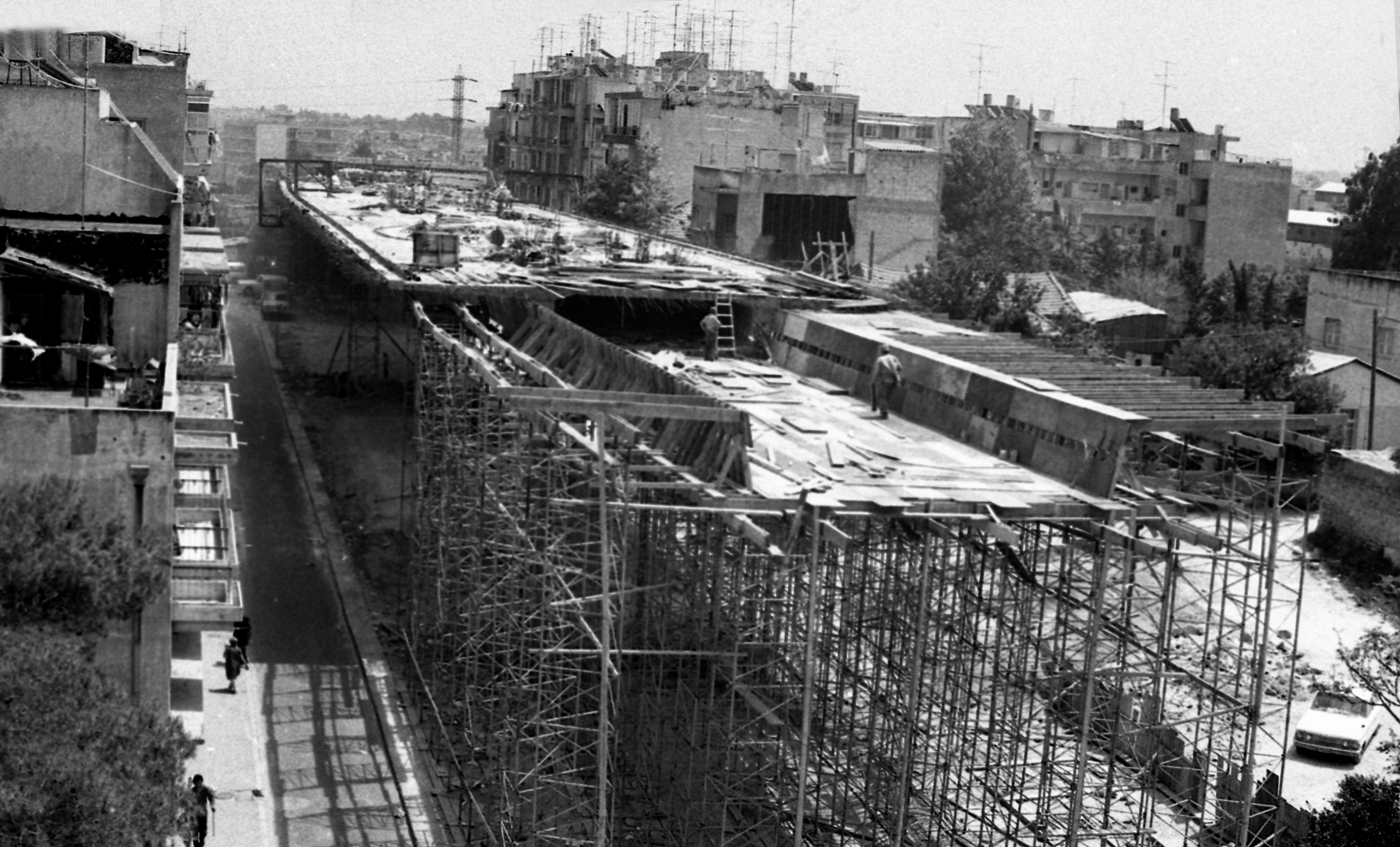
Автовокзал в процессе строительства, 1974

Когда решение о месте строительства было принято, Пильц отверг проект Витковера, так как хотел построить самый большой и современный автовокзал в мире. В 1964 году он обратился к молодому архитектору Раму Карми, с которым уже работал при строительстве штаб-квартиры национальной авиакомпании «Эль-Аль» в Тель-Авиве. Карми, учившийся в Лондоне, на тот момент был приверженцем брутализма. Пильц стремился построить «целый город под одной крышей», здание, совмещающее в себе разнообразные функции. В первом наброске проекта (1965) Карми предложил поместить в середину здания автостанцию, освещаемую через частично прозрачную крышу. От неё «лесенкой» расходились бы этажи жилого здания, а на крыше были бы расположены сад и два офисных небоскрёба. Когда Пильц получил разрешение совместить автостанцию с торговым центром, дизайн проекта изменился. Теперь автобусы высаживали бы пассажиров по периметру здания, а его основную часть занимал бы торгово-развлекательный центр. Для финансирования строительства Пильц стал рекламировать проект по всему миру и продавать будущие магазины. Успех превзошёл его ожидания, и к 1967 году он продал более 700 магазинов, в основном, французским (по другим данным, персидским) евреям (это позволило ему собрать более 130 млн долларов). Чтобы для них хватило места, проект пришлось изменять, а торговую зону расширять за счёт перронов. Так как места для проданных магазинов всё ещё не хватало, вокруг центрального зала были добавлены многочисленные коридоры, где располагались бы магазины. Устройство вокзала становилось слишком сложным, но Пильц и Карми верили, что это вынудит пассажиров проходить мимо множества магазинов и поможет торговле. Кроме того, для компании Дан были выделены перроны на двух подземных этажах, а для компании «Эгед» — на верхних, что заставляло пересаживающихся пассажиров проходить через центральную торговую часть здания. Для этого к нижним этажам должны были быть прорыты туннели, а к верхним — подведены виадуки, проходящие в нескольких метрах от окон окружающих домов. В итоге площадь здания составила около 220 тыс. м², из которых 40 тыс. предназначались для магазинов, 25 тыс. — для парковок, а остальное — для автобусов. Здание должно было быть оснащено по последнему слову техники — оно было бы полностью кондиционированным, а информация о маршрутах выводилась бы на компьютерные мониторы — новинка для того времени. Впоследствии Пильц попросил Карми добавить в проект кинотеатры и библиотеку, и даже вертолётную площадку на крыше. Согласно судебному иску, поданному владельцами магазинов в 2012 году, сверх 40 тыс. м², одобренных для коммерческого использования, было продано ещё более 35 тыс. м².
Церемония закладки первого камня была проведена 14 декабря 1967 года, на ней присутствовали мэр города Намир, члены Кнессета, мэры окружающих городов и министр транспорта Моше Кармель. Строительство началось на следующий же день. Пильц обещал, что вокзал откроется через 3 года, что было смелым заявлением, учитывая строительные технологии того времени. Пильц вложил все свои ресурсы в проект, но столкнулся со многими проблемами. Между компаниями, участвовавшими в проекте, происходили постоянные споры насчёт доли каждой из них в финансировании и зонах ответственности. Кроме того, строительство замедляли нехватка цемента и строительных рабочих. В 1970 году была готова лишь треть фундамента, а к концу 1973 — 3/4 фундамента, часть внешних стен и часть внутренних перекрытий. После этого нехватка денег и строительных материалов (в том числе вследствие войны Судного дня и последовавшего за ней кризиса) привела к остановке строительства. На тот момент в проект было вложено около 300 млн лир. За то время, что недостроенный вокзал пустовал, он притягивал преступность и проституцию.

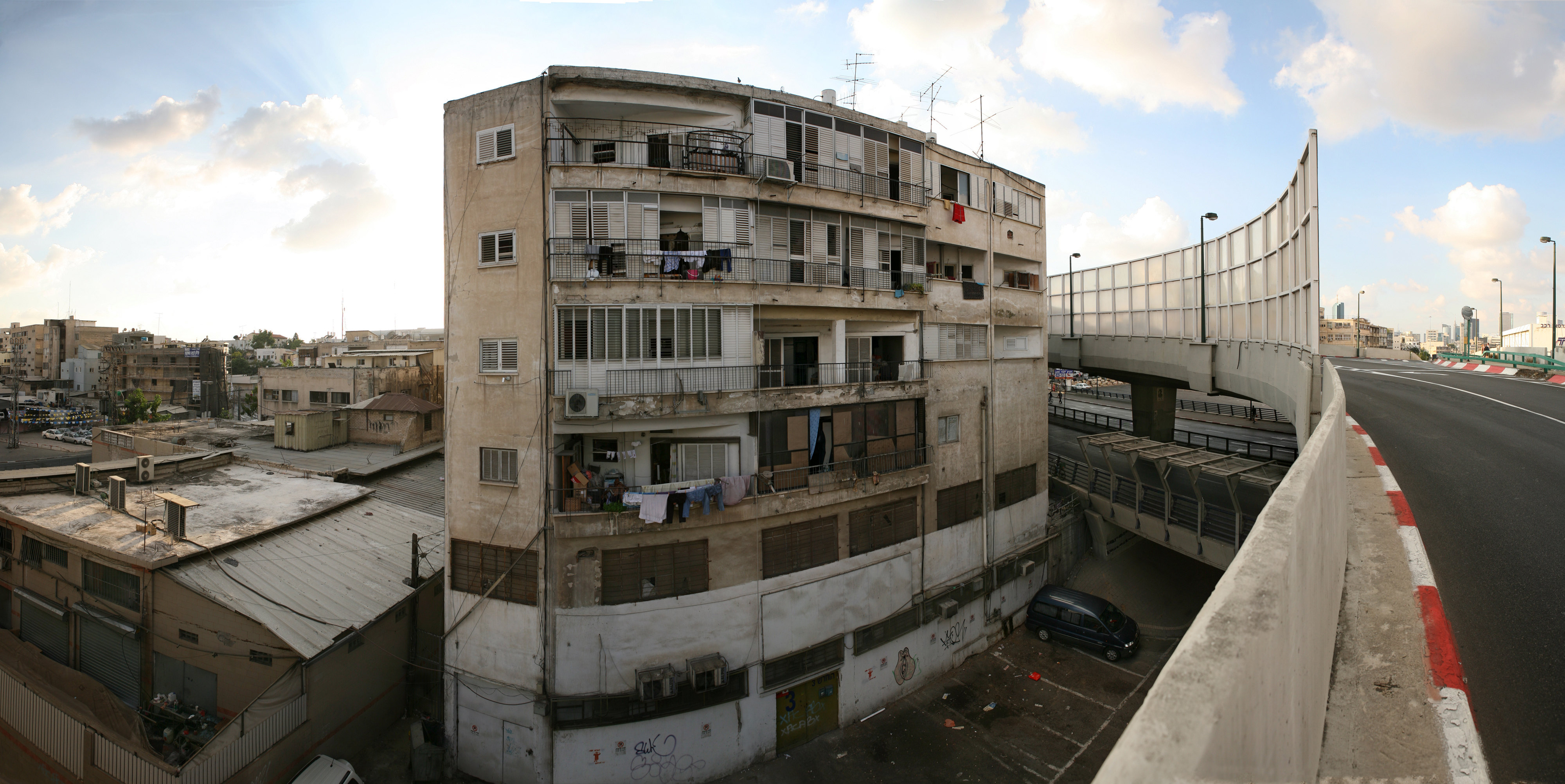
Ведущий к вокзалу виадук

Единственной существенной добавкой в последовавшие годы стал возведённый компанией «Нетивей Аялон» в 1976 году виадук к последним этажам вокзала. Его появление резко ухудшило качество жизни в районе. В середине 1970-х годов компания «Кикар Левински» влезла в огромные долги, а в 1979 году объявила о банкротстве. В эти годы правительство организовало несколько комиссий, призванных решить будущее вокзала. В 1976 году комиссия под руководством Йеошуа Рабиновича рекомендовала государству приобрести вокзал и превратить в национальный проект, её рекомендации не были приняты. В 1977 году комиссия Цафрира рекомендовала правительству вложить деньги лишь в объёме, необходимом для завершения строительства. В 1982 году комиссия Букшпана признала место недостроенного вокзала лучшим для центрального вокзала, а завершение строительства — общественным приоритетом.
В 1983 году, после того как компания Пильца была окончательно расформирована, вокзал приобрёл подрядчик Мордехай Йона, владелец строительной компании «Хефциба», вместе с двумя партнёрами (Лифшицем и Маргулисом). Сделка по продаже была одобрена, несмотря на то что предложенная Йоной сумма была не самой высокой, так как он обязался завершить строительство и придерживаться договоров с владельцами магазинов. Партнёры впоследствии отказались от проекта, но Йона выкупил их долю и решил продолжать строительство. Для его финансирования он решил продать новые коммерческие участки в строящемся здании. Он связался с Карми и попросил его рассмотреть возможность добавить вокзалу ещё несколько этажей, где располагались бы офисы. К августу 1988 года Йона смог привлечь достаточно денег, чтобы продолжить строительство. Он решил сперва достроить вокзал по первоначальному плану, а после решить, как продолжать. Строительство возобновилось в октябре 1989 года. В начале 1990-х годов, во время войны в Персидском заливе, когда город подвергался иракским обстрелам, тысячи жителей укрывались на его подземных этажах. В 1991 году «Эгед» приобрёл 35 % компании. В мае 1992 года, до открытия самого вокзала, в нём открылась синагога «Нецах Исраэль». Ранее она располагалась на проспекте Хар-Цион, и её снос был необходим для возведения подъездных путей к вокзалу. В 1993 году 8 % компании приобрёл «Дан».

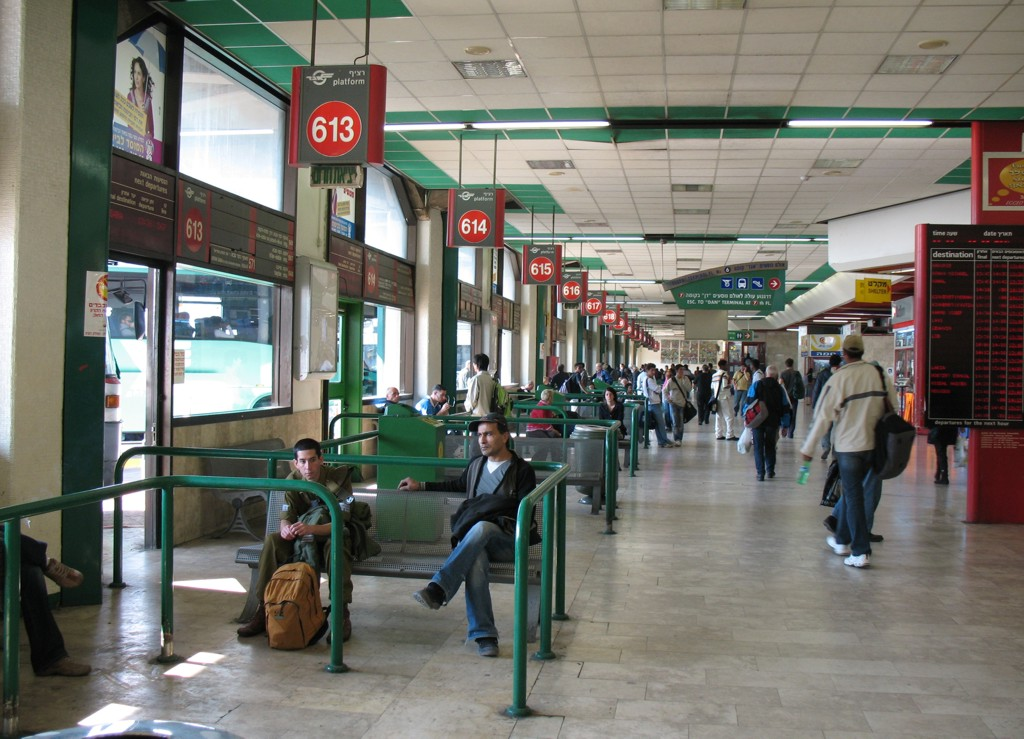
Зал ожидания на 6 этаже

Вокзал вступил в строй 17 августа 1993 года, почти через 30 лет после начала проекта. На церемонии открытия присутствовали премьер-министр Ицхак Рабин, мэр Тель-Авива Рони Мило, бывший мэр Нью-Йорка Эд Коч и многие другие важные персоны. В прессе расхваливали красоту вокзала и утверждали, что он похож на терминал аэропорта. С момента постройки по 2010 год он был крупнейшим в мире. Первое время новый вокзал был популярным, но вскоре стало ясно, что он не оправдал возложенных на него надежд. Ежедневно через вокзал проходили не полмиллиона пассажиров и посетителей, как прогнозировалось, а лишь 80-100 тыс. Большинство из них не задерживались в магазинах. Владельцы стали нести убытки и уходить, магазины закрывались (по состоянию на 2016 год, лишь половина из 700 магазинов действовала, и лишь 40 % площади вокзала использовалось).
В 1990-е на вокзале открылись различные магазины, продававшие продукты, связанные с филиппинской и эфиопской культурами. На пятом этаже располагались, в основном, галереи и студии. В 1998 году на вокзале открылся крупный кинотеатр «Шешет ха-муфлаим» с шестью кинозалами, где показывали фильмы категории B. Через 3 месяца после открытия он разорился.
Строительство вокзала ускорило превращение района в трущобы. С конца 1990-х годов большую часть его жителей составляют легальные и нелегальные рабочие иммигранты из Африки и Азии. Жители города стали сторониться района вокзала, который приобрёл плохую репутацию. На вокзале произошло несколько убийств.
В первые годы, как и планировалось, городские автобусы приходили на подземные этажи, а междугородные — на 6 этаж.
Со временем обнаружилось, что плотность транспорта на подземных этажах привела к загрязнению воздуха, опасному для пассажиров. В начале 2000-х годов на крыше вокзала, служившей стоянкой автобусов, был надстроен ещё этаж (открыт в 2002), а нижние два были закрыты. Также почти опустел 5 этаж. Повышение уровня жизни также привело к сокращению количества пассажиров, использующих общественный транспорт.

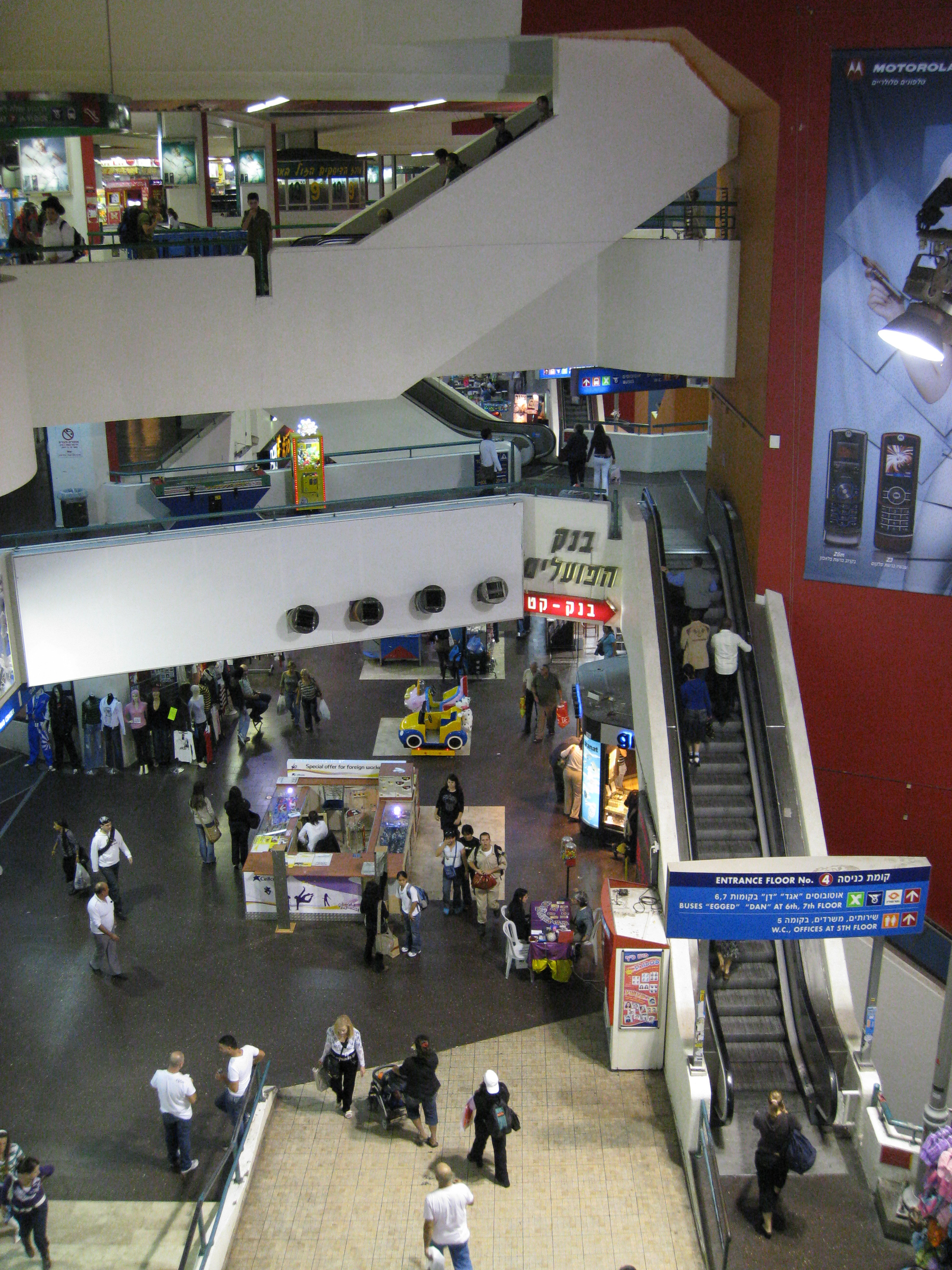
Центральный зал, лестницы между этажами

С 1996 года владеющая вокзалом компания «Хефциба» начала нести крупные убытки, и, несмотря на крупные ссуды, взятые у банка Дисконт, в 2007 году разорилась. Постепенно большинство долгов вокзала, а также выпущенных им облигаций, приобрела холдинговая компания «Ницба» под руководством Коби Маймона. В 2010 году Маймон владел 53,3 % облигаций вокзала. В 2015 году вокзал окончательно перешёл в собственность «Ницбы». В 2017 году, рассматривая связанный с вокзалом иск Ницбы, суд решил, что компания намеренно привела к ухудшению состояния вокзала для получения контроля над ним.
В 2018 году правительственной комиссии был представлен отчёт министерства по охране окружающей среды, согласно которому содержание вредных веществ в районе вокзала повышает риск раковых заболеваний у местных жителей. Вследствие этого был созван комитет, принявший решение закрыть вокзал до 2023 года. С начала 2000-х годов вокзал работает без бизнес-лицензии (ивр. רישיון עסק‎), вместо этого ему многократно выдавалось временное разрешение (ивр. היתר זמני‎). На 2021 год временные разрешения выдавались уже 14 раз.
В 2021 году пожарное управление потребовало закрыть вокзал из-за продолжающихся нарушений норм пожарной безопасности. Суд указал закрыть вокзал до конца года, но «Ницба» смогла исправить нарушения и вокзал продолжил работу (по другим данным, уже с 2014 года на вокзале не работают спринклерные оросители и он действует с нарушением норм пожарной безопасности). Проведённые в 2024 году проверки показали, что концентрация канцерогена бензола около автовокзала на 7,7 % превышает предельно допустимую. С января 2024 года постепенно стали ограничивать въезд на вокзал автобусам, чьи выхлопные газы не соответствуют стандарту евро-6.
В 2025 году на вокзале открылся первый в стране филиал компании «Rewire by Remitly», оказывающей финансовые услуги иммигрантам.

## Перенос вокзала
В 2013 был одобрен генеральный план Тель-Авива № 5000, согласно которому приходящие на вокзал линии в будущем должны перенести частично на терминал 2000, а частично на новую станцию, которую планируется возвести около Холонской развязки; при этом автовокзал должен был действовать до 2023 года, после чего он продолжил бы работу в качестве коммерческого центра, а также частично использован для жилья. В 2021 году было принято решение о ликвидации автовокзала, но через год его закрытие было отсрочено. Перенос последних линий планировался на 2026 год. Вначале планировалось, что часть линий будут приходить на временный терминал, который возведут около комплекса «Панорама» на юге города; в 2023 году от этого плана отказались.

## Культура
За время его существования на вокзале располагались различные культурные заведения. На начало 2020-х годов там действуют театр «Каров», филиппинская церковь, а также организация «Юнг Идиш», включающая в себя музей идиша и архив литературы на идише (там же регулярно выступают музыканты).
C 2011 по 2022 год на вокзале располагался ночной клуб «Блок» (ивр. הבלוק‎), неоднократно попадавший в списки лучших клубов мира. В период пандемии коронавируса у него начались финансовые проблемы, после чего конфликт с управляющей компанией автовокзала привёл к его окончательному закрытию. В январе 2024 года на его месте открылся клуб «QUEST».
На вокзале была построена синагога «Нецах Исраэль», ныне закрытая. Торговцы вокзала на свои деньги и пожертвования открыли синагогу «Кетер Давид» (или «Давид ха-мелех») на 6 этаже.
Также на вокзале на середину 2000-х годов действовали школа сценического искусства, школа парикмахеров, школа управленческих специальностей для репатриантов из СНГ и школа вождения. На 7 этаже действует общественная библиотека, за которой следят добровольцы.
На выходные основными посетителями вокзала являются гастарбайтеры, для которых он стал важным культурным центром. Особенно заметны филиппинцы, благодаря которым процветает 4 этаж. Кроме того, между 6 и 7 этажами вокзала стены покрыты граффити, созданными художниками из разных стран мира.

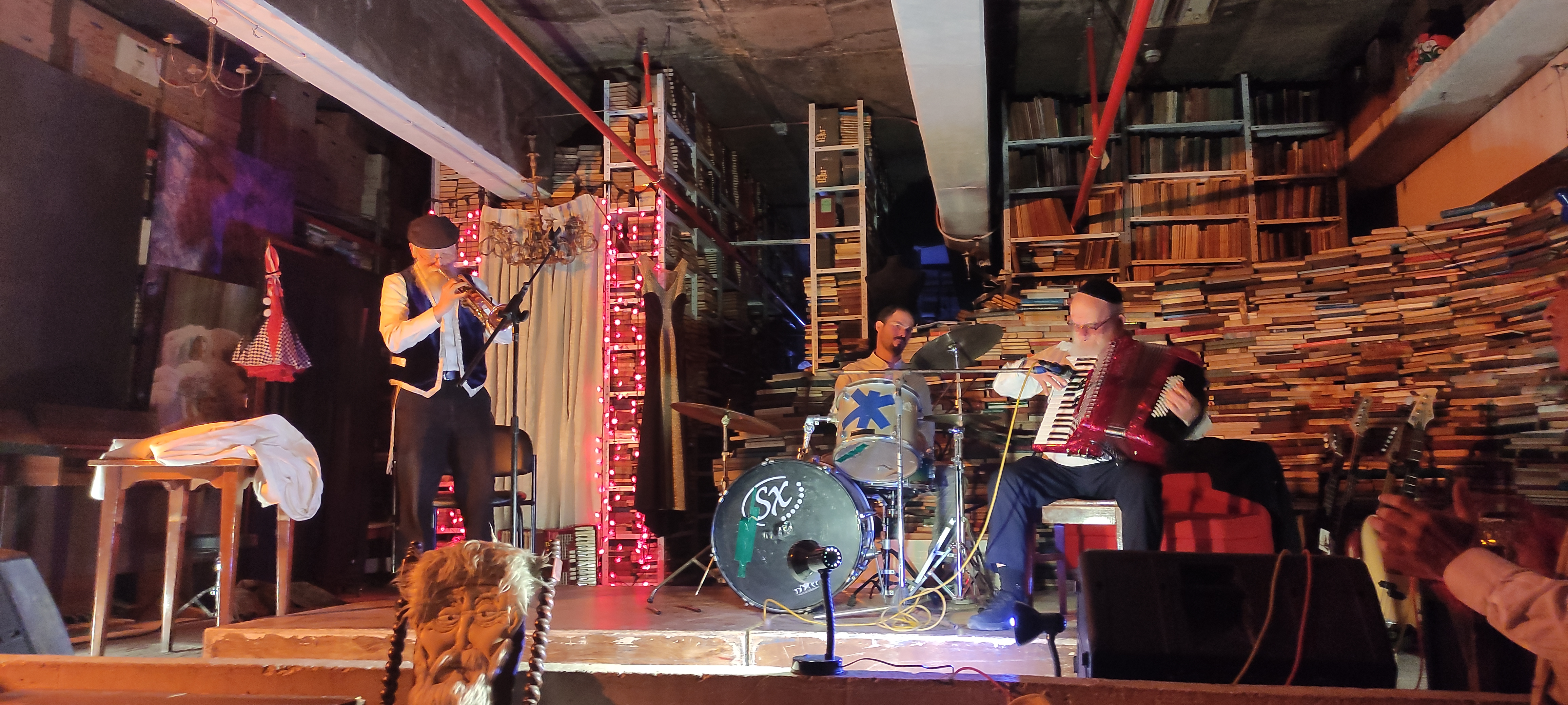
Выступление клезмера в «Юнг Идиш», 2023
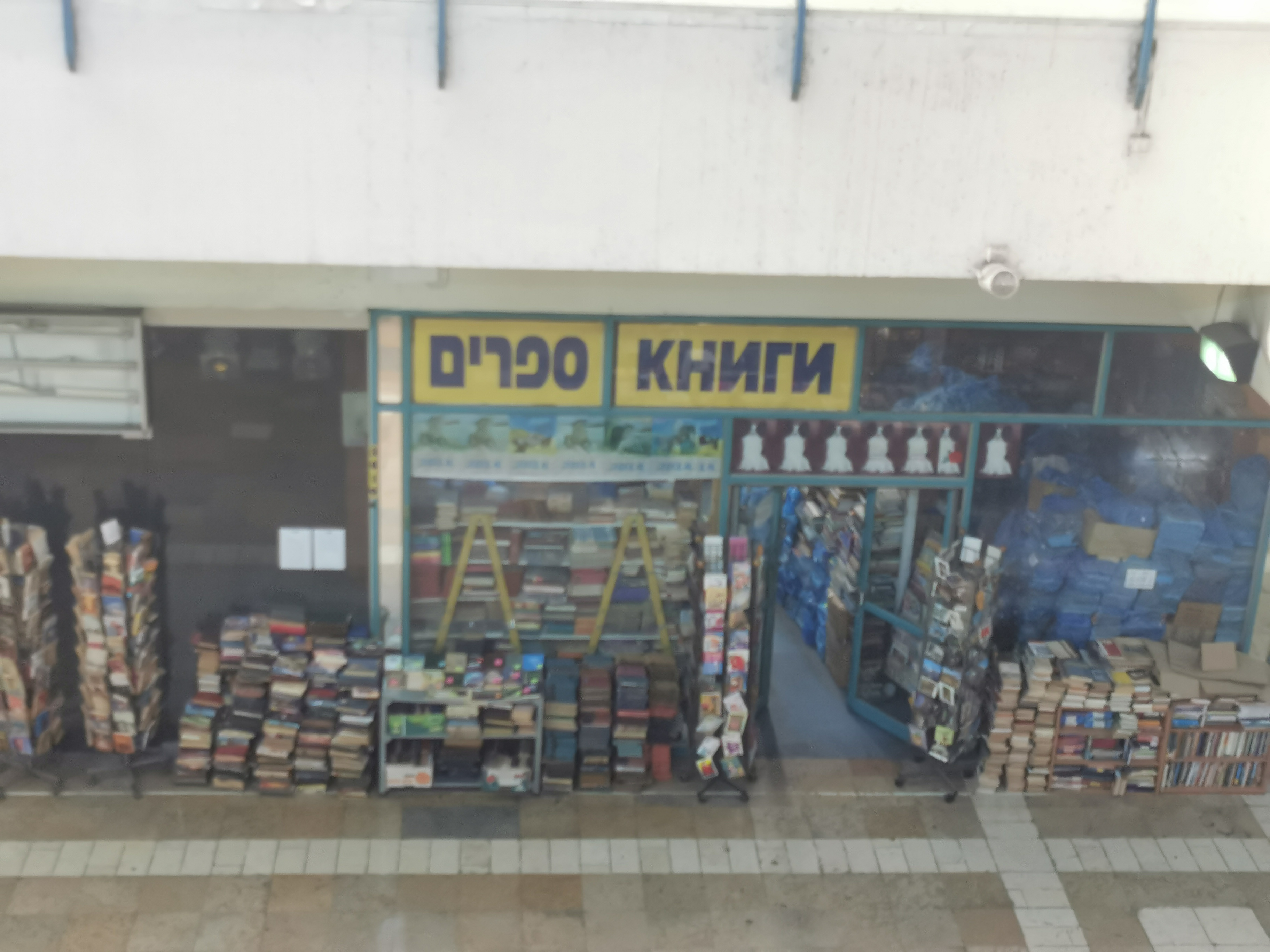
Магазин русских книг на вокзале
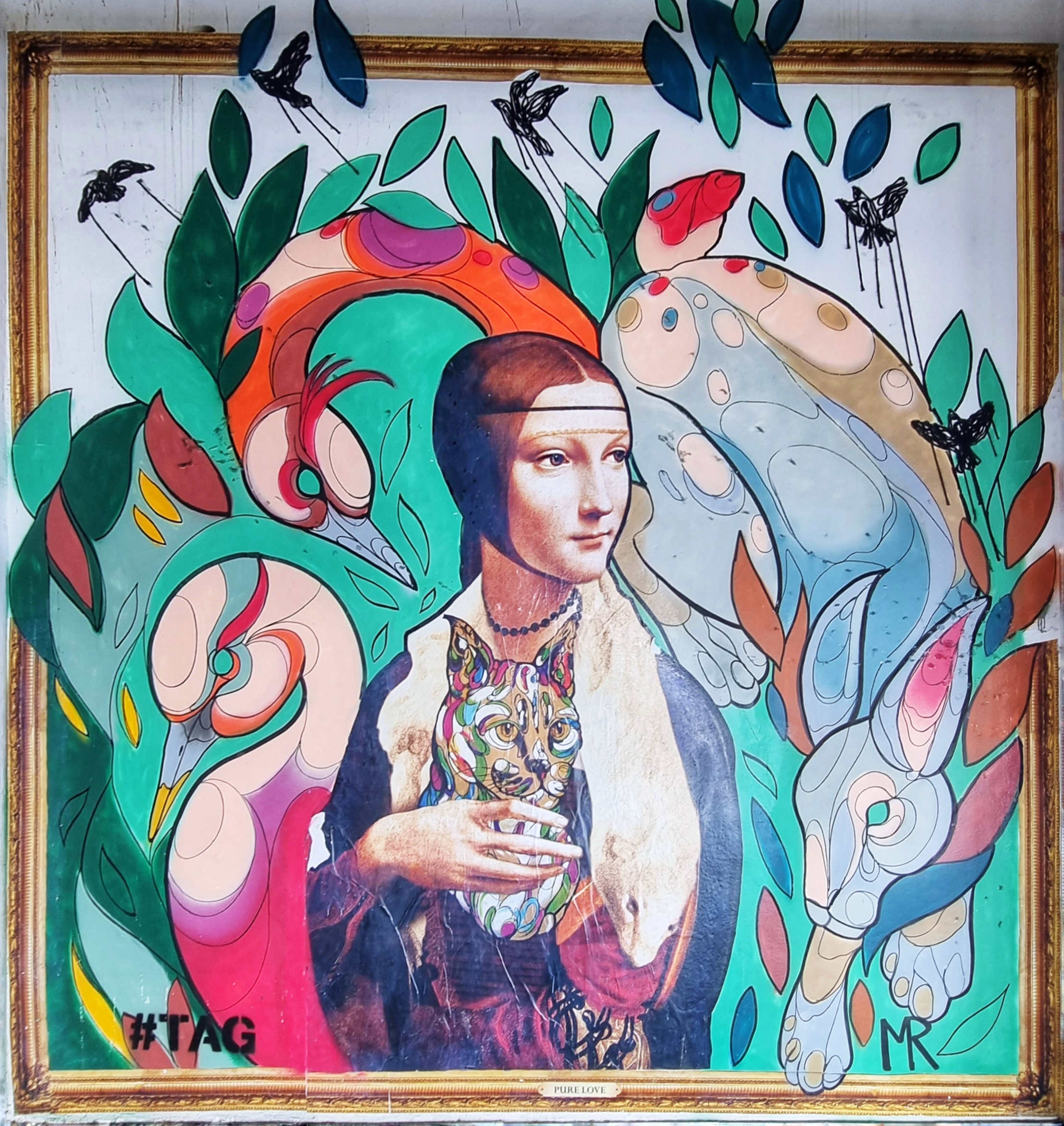
Расписанные стены вокзала
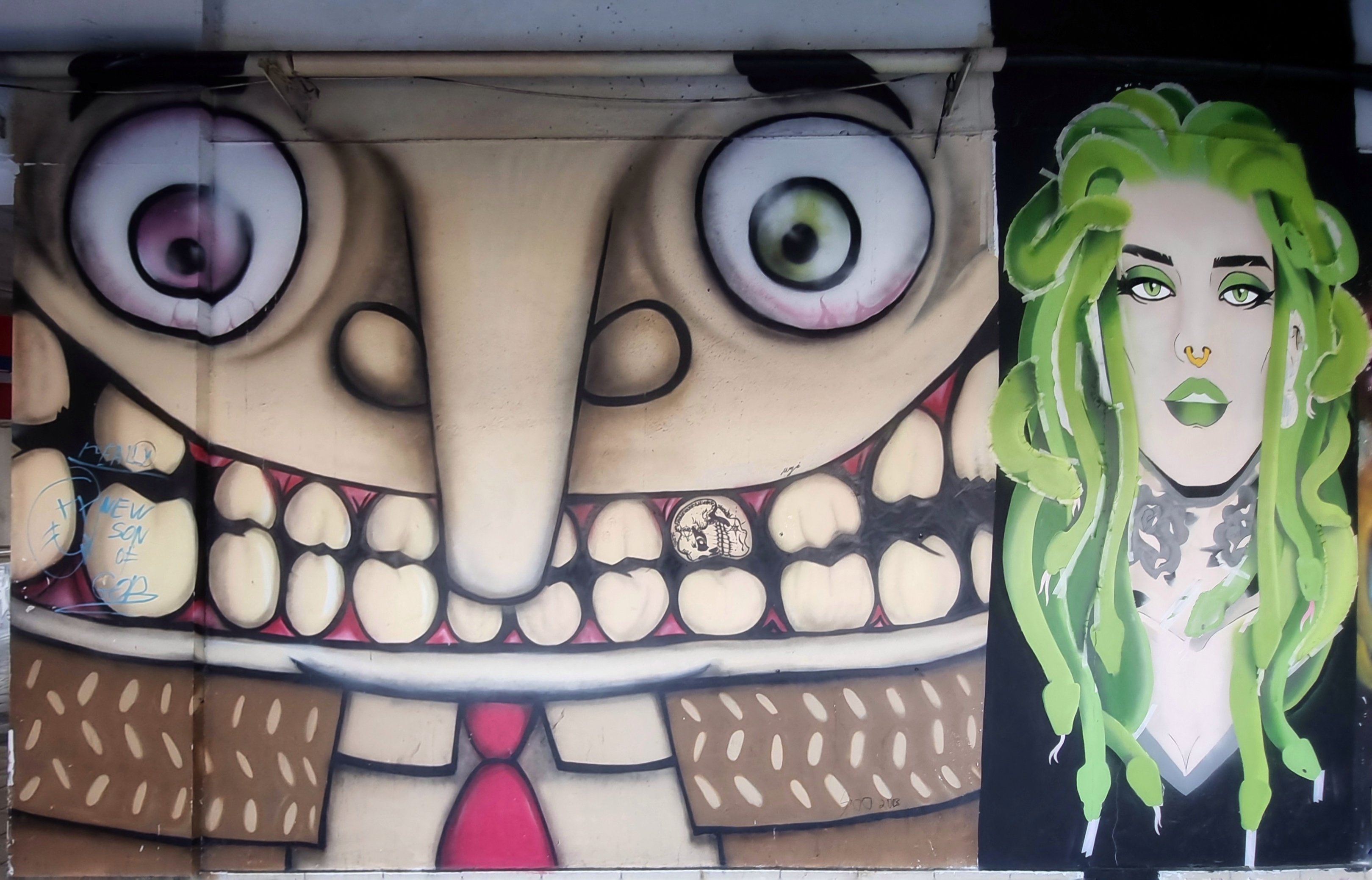
Расписанные стены вокзала